# Ezana, regele Axumului
Ezana (în limba gî'îz:ዒዛና, fără semne vocale -ዐዘነ) ,cunoscut și ca Aezana sau Aizan) a fost regele Regatului Axum, un stat antic localizat pe teritoriul Etiopiei și Eritreei de astăzi. El a domnit, aproximativ, între 320 -360 e.n. și a fost cel dintâi rege din Etiopia care a îmbrățișat creștinismul și l-a ales ca religie oficială. După tradiție, încă de copil, Ezana i-a urmat ca rege tatălui sau, Ella Amida (Ousanas) și până la maturitate, mama sa, Sofya, a condus țara ca regentă. În jurul anului 350 Ezana a cucerit Regatul Kuș. 

### Titlul
„Rege al Sabei și  Salhenului, al Himyarului și al Dhu-Raydan și al Yamnatului și al arabilor din Țara de Sus și de pe Coastă”
  .

## Domnia

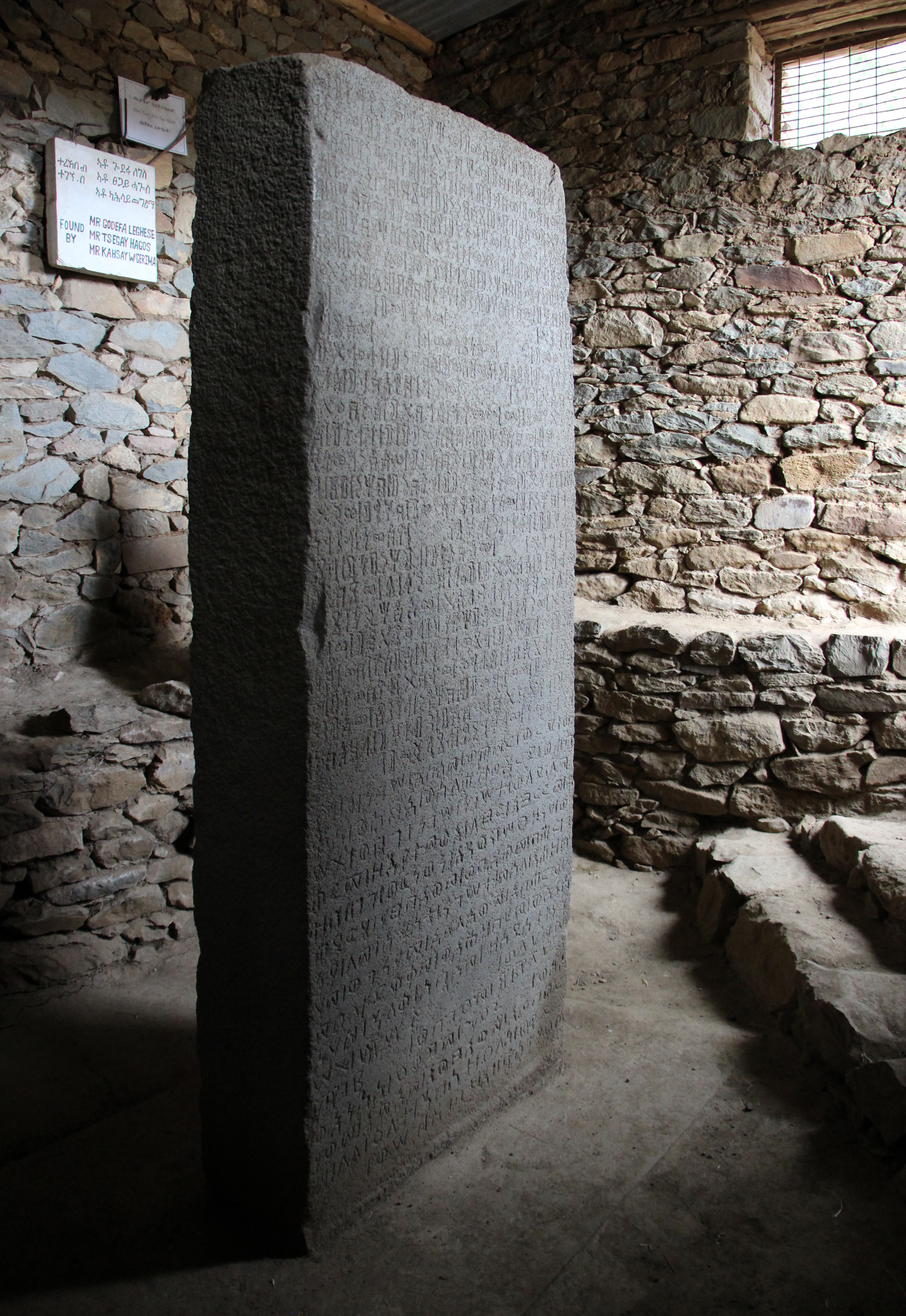
Stela axumită din Meroë, 330-350

După regele Za Haqala (cunoscut, poate, și ca Zoskales) Ezana a fost cel dintâi monarh axumit menționat de cronicarii din vremea sa, și cel mai faimos din regii Axumului dinaintea lui Kaleb. În tinerețe s-a considerat fiu al zeului războiului, Mars, dar inscripții ulterioare îl arată deja ca pe un creștin evlavios. Dascălul său. un sclav creștin sirian, pe nume Frumentie a devenit, mai târziu, șeful spiritual al Bisericii Etiopiene. Sub influența acestuia, Ezana s-a convertit în anul 334 la creștinism. Într-o scrisoare care s-a păstrat, împăratul roman Constanțiu al II-lea, adept al arianismului, s-a adresat lui Ezana și fratelui său Saizana, cerându-le să-l trimită pe Frumentie la Alexandria pentru a fi supus la o examinare a erorilor sale doctrinale, și a fi înlocuit în Axum prin Teofil Indianul. După câte se pare, Ezana a refuzat sau a ignorat această cerere.
Ezana a lansat mai multe campanii militare, care sunt menționate în inscripții din vremea domniei sale. Două inscripții de pe o stelă în limba gi'iz, descoperită la Meroë se referă, după câte se pare, la o campanie din secolul al IV-lea din timpul lui Ezana, sau, poate din vremea predecesorului sau, Ousanas. Unii cercetători interpretează aceste inscripții ca fiind o dovadă a distrugerii regatului Meroë de către axumiți, în timp ce alții susțin că ele se referă la declinul economic și politic al regatului Meroë în jurul anului 300. Există și opinia, după care stela consemnează un ajutor militar dat de Axum regatului Meroë în reprimarea revoltei celor din Nuba. Nu se poate trage o concluzie tranșantă în stabilirea corectitudinii acestor opinii.

Pe unele din monedele axumite emise în timpul domniei lui Ezana apare motto-ul în limba greacă:ΤΟΥΤΟ ΑΡΕΣΗ ΤΗ ΧΩΡΑ (Plăcută fie aceasta în țară)  La sfârșitul anilor 1990 mai multe monede axumite purtând numele lui Ezana au fost găsite în săpături arheologice în India, ceea ce dovedește legături comerciale între Axum și India. Pe aceste monede se poate remarca o tranziție de la motivul păgân al discului și semilunii la cel al crucii. Din timpul lui Ezana s-au păstrat mai multe stele si obeliscuri. Pe o inscripție în greacă apar titluri regale ale lui Ezana, sub formula :
„Ezana, rege al Axumiților, al Himyariților, al Reeidan, al Sabeenilor, al S[il]eel, al Kaso, al Bedja si Tiamo, al Bisi Alene, fiu al lui Elle-Amida și slujitor al lui Hristos”
Cu toate că numele lui Ezana apare pe monede, el nu este pomenit pe Listele Regilor. Conform tradiției, în anii creștinării au domnit în Etiopia împărații Abreha și Asbeha. Ar fi posibil ca aceste nume au fost aplicate mai târziu lui Ezana și fratelui sau ca acestea să fi fost numele lor de botez.

## Sanctificarea
Alături de fratele său, Saizana (sau Saizan (Sazan)), Ezana (Aizan) este recunoscut ca sfânt de către Biserica Ortodoxa Tewahedo Etiopiană și de către Biserica Catolică care îl celebrează în data de 1 octombrie.